# Provincia de Antofagasta (1888-1974)
La provincia de Antofagasta fue una de las divisiones administrativas de Chile existente desde 1888 hasta 1974.

## Historia
Fue creada en 1888, con el territorio de Antofagasta, hasta entonces no organizado por Chile, que había sido de Bolivia (Departamento del Litoral) antes de la Guerra del Pacífico más el Departamento de Taltal de la provincia de Atacama.

Mapa de las comunas de la provincia de Antofagasta, desde la entrada en vigor el 2 de febrero de 1928 del DFL N.º 8.583 de 30 de diciembre de 1927 hasta la entrada en vigor del DL N.º 2.868 de 26 de octubre de 1979

Antofagasta estaba compuesta originalmente por los siguientes departamentos:
| Departamento | Cabecera    |
| ------------ | ----------- |
| Antofagasta  | Antofagasta |
| Taltal       | Taltal      |
| Tocopilla    | Tocopilla   |

En 31 de octubre de 1924, bajo el gobierno de Arturo Alessandri, se creó el Departamento de El Loa a partir de parte del Departamento de Antofagasta. En la reforma de la organización territorial establecida por el DFL 8582 del 30 de diciembre de 1927 se ratificó la existencia de estos cuatro departamentos.
| Departamento | Cabecera    | Comunas                               |
| ------------ | ----------- | ------------------------------------- |
| Antofagasta  | Antofagasta | Antofagasta, Mejillones, Sierra Gorda |
| Taltal       | Taltal      | Taltal, Aguada, Santa Luisa           |
| Tocopilla    | Tocopilla   | Tocopilla,                            |
| El Loa       | Calama      | Calama                                |

En 1925, los departamentos eran:
| Departamento | Cabecera    | Comunas     |
| ------------ | ----------- | ----------- |
| Tocopilla    | Tocopilla   | Tocopilla   |
| Calama       | Calama      | Calama      |
| Antofagasta  | Antofagasta | Antofagasta |
| Taltal       | Taltal      | Taltal      |

En enero de 1928, con la publicación del decreto con fuerza de ley 8582 y el decreto 8583, se racionalizaron las municipalidades, y se modificaron las provincias, los departamentos, las comunas/subdelegaciones, y los distritos.
| Departamento | Cabecera    | Comunas                                              |
| ------------ | ----------- | ---------------------------------------------------- |
| Tocopilla    | Tocopilla   | Tocopilla, El Toco                                   |
| El Loa       | Calama      | Calama                                               |
| Antofagasta  | Antofagasta | Antofagasta, Mejillones, Sierra Gorda, Aguas Blancas |
| Taltal       | Taltal      | Taltal, Catalina                                     |

Más tarde, en 1975, la provincia pasó a convertirse en la Región de Antofagasta.